# Panicum hallii
Panicum hallii är en gräsart som beskrevs av George Vasey. Panicum hallii ingår i släktet vipphirser, och familjen gräs. Inga underarter finns listade i Catalogue of Life.